# اچ‌ام‌اس رندلشام (ام۲۷۲۴)
اچ‌ام‌اس رندلشام (ام۲۷۲۴) (به انگلیسی: HMS Rendlesham (M2724)) یک کشتی بود. این کشتی در سال ۱۹۵۴ ساخته شد.